# Francis B. De Witt
Francis Byron De Witt (* 11. März 1849 im Jackson County, Indiana; † 21. März 1929 in Standish, Michigan) war ein US-amerikanischer Politiker. Zwischen 1895 und 1897 vertrat er den Bundesstaat Ohio im US-Repräsentantenhaus.

## Werdegang
Im Jahr 1854 zog Francis De Witt mit seinen Eltern auf eine Farm im Delaware County in Ohio. 1861 trat er zu Beginn des Bürgerkrieges im Alter von zwölf Jahren dem Heer der Union bei, musste aber aus vorübergehenden gesundheitlichen Gründen zunächst den Dienst quittieren. Im Jahr 1862 trat er erneut in die Armee ein und diente bis zum Ende des Kriegs. Dabei geriet er zwischenzeitlich in Kriegsgefangenschaft und war unter anderem im Libby-Gefängnis inhaftiert. Er besuchte nach dem Krieg die öffentlichen Schulen in Galena, die National Normal School in Lebanon und die Ohio Wesleyan University in Delaware. 1872 zog er nach Paulding, wo er als Lehrer unterrichtete. Nach einem anschließenden Jurastudium und seiner 1875 erfolgten Zulassung als Rechtsanwalt begann er bis 1891 in Paulding in diesem Beruf zu arbeiten. Außerdem betätigte er sich in der Landwirtschaft. Gleichzeitig schlug er als Mitglied der Republikanischen Partei eine politische Laufbahn ein. Zwischen 1892 und 1895 war er Abgeordneter im Repräsentantenhaus von Ohio.
Bei den Kongresswahlen des Jahres 1894 wurde De Witt im fünften Wahlbezirk von Ohio in das US-Repräsentantenhaus in Washington, D.C. gewählt, wo er am 4. März 1895 die Nachfolge des Demokraten Dennis D. Donovan antrat. Da er im Jahr 1896 nicht bestätigt wurde, konnte er bis zum 3. März 1897 nur eine Legislaturperiode im Kongress absolvieren.
Nach dem Ende seiner Zeit im US-Repräsentantenhaus arbeitete Francis De Witt wieder in der Landwirtschaft in der Nähe von Paulding. Im Jahr 1903 zog er nach Standish in Michigan, wo er als Anwalt praktizierte. Später fungierte er dort auch als Notar (Register of Deeds). Zwischen 1920 und 1922 gehörte er dem Repräsentantenhaus von Michigan an. Von 1926 bis zu seinem Tod war er Staatsanwalt im Arenac County. Er starb am 21. März 1929 in Standish und wurde in Paulding beigesetzt.